# Gal (Azerbejdżan)
Gal – wieś (kənd) w zachodnim Azerbejdżanie, w Nachiczewańskiej Republice Autonomicznej, w rejonie Culfa, w wiejskim okręgu terytorialnym Şurud oraz w gminie (azer. bələdiyyə) Şurud. Jest jedną z dwóch miejscowości, obok wsi Şurud, tworzących wiejski okręg terytorialny i gminę.
Przed 1 marca 2003 wieś Gal nazywała się Qal. Zmianę wprowadzono na mocy prawa nr 423-IIQ, ogłoszonego przez Prezydenta Republiki Azerbejdżanu İlhama Əliyeva. Przed 19 czerwca 2009 miejscowość stanowiła oddzielną gminę. Na mocy prawa nr 839-IIIQ gminę Gal połączono z gminą Şurud.
W klasyfikacji Azərbaycan Respublikası Dövlət Statistika Komitəsi (w wolnym tłum. „Państwowy Komitet Statystyczny Republiki Azerbejdżanu”) wsi nadano unikalny kod 10608028.